# Graphie
Ne doit pas être confondu avec Style d'écriture manuscrite.
En linguistique, une graphie (du grec ancien γράφω / gráphô, « écrire, dessiner ») est un mode de représentation écrite de chaque phonème d'une langue. L'ensemble forme un code particulier à chaque langue, laquelle comporte, en règle générale, un ensemble de phonèmes différent de celui des autres. 
Une graphie peut aussi être une façon d'écrire un mot, dont l'orthographe peut évoluer avec le temps, avec ou sans changement de la prononciation. Les mots écriture ou orthographe peuvent être synonymes de graphie

## Définition
L'Académie française, nomme graphie la « représentation d'un son, d'un mot, par des caractères d'écritures (conformes) à certaines règles. ». Pour la langue française, l'Académie française a eu pour mission officielle, depuis le XVIIe siècle, d'en fixer les règles.
Dans divers autres cas, il est assez fréquent que plusieurs graphies (normes) aient été élaboré(e)s, pour une même langue, et soient en « concurrence », en quelque sorte.
On parle de graphie fautive ou cacographie pour signaler une graphie inappropriée, dénaturant un nom ou une lettre, ou violant une norme. Il existe quelquefois plusieurs graphies possibles pour un même mot.
Selon la langue, la graphie des mots est souvent différente.

### En français
Un même mot peut avoir plusieurs graphies. C'est le cas, entre autres, de clé, qui peut aussi s'écrire clef. Les rectifications orthographiques du français en 1990 introduisent des recommandations sur de nouvelles graphies ; par exemple, pour certains mots composés, pour les mots comportant un accent circonflexe sur le « i » ou le « u » (sauf exception).

### En aragonais
Encore parlé principalement dans le Haut-Aragon, il en existe deux graphies : la graphie de Huesca et la graphie SLA.

### Langues duMidi de la France
Deux principaux types de normes ont été élaborées, la norme mistralienne, qui a plus de points communs avec le français, et la Norme classique de l'occitan, plus éloignée et commune à tous les dialectes du Midi (gascon, languedocien, limousin, provençal, auvergnat).

### Engallo
Il existe quatre graphies (ELG, MOGA, ABCD, BAP).